# Hsu-nami

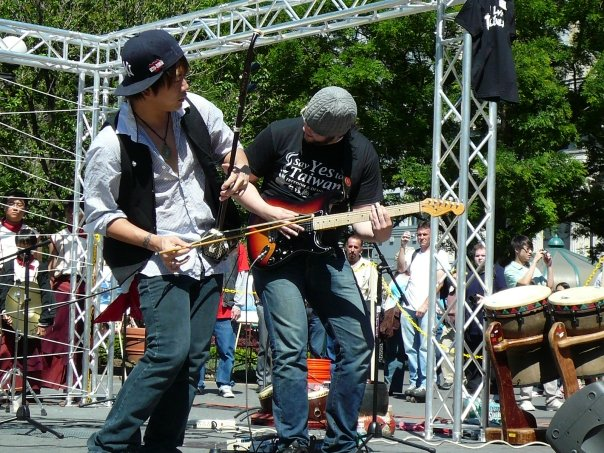
Hsu-nami виступає на площі Юніон-сквер у Нью-Йорку, 2008

Hsu-nami — американський інструментальний рок-гурт, заснована у 2005 році. Названа на честь засновника і фронтмена Джека Сю (англ. Jack Hsu), американця тайванського походження, що грає на китайській народній скрипці ерху. Крім ерху, до складу гурту входять гітари, клавішні та ударні.
Гурт було засновано молодими музикантами, близькими до Коледжу Рамапо в місті Мауа, штат Нью-Джерсі. Hsu-nami встигли зіграти в легендарному клубі CBGB, виступали на розігріві у таких колективів, як Yellowcard і Nightmare of You. 2007 року вийшов перший альбом гурту Entering the Mandala. Міжнародна популярність прийшла до гурту після того, як на Олімпійських іграх 2008 року в Пекіні композиція Hsu-nami Rising of the Sun була використана як офіційна мелодія чоловічої збірної Китаю з баскетболу. 2009 року вийшов другий альбом гурту, The Four Noble Truths.

## Склад гурту
- Джек Сю — ерху
- Брент Бергшолм — гітара
- Деріл Селлерс — бас-гітара
- Джон Менна — ударні
- Дана Голдберг — клавішні (з 2009)

### Колишні учасники
- Вінні Белькастро — ритм-гітара (2005—2007)
- Тоні Ейч Або — ритм-гітара (2008—2011)
- Адам Той — клавішні (2005—2008)